# 平尾明香
平尾 明香（ひらお さやか、1月18日 - ）は、日本の女性声優。宮城県出身。青二プロダクション所属。

## 略歴
青二塾東京校28期出身。

## 人物
音域はG2 - G5。
趣味は音楽鑑賞。特技は歌唱、バレーボール。
資格・免許は博物館学芸員。

## 出演

### テレビアニメ
2009年
- あにゃまる探偵 キルミンずぅ（2009年 - 2010年、子ザル、鷲尾ツグヒコ、芳野ハスミ）
- しゅごキャラ!!どきっ（アキラ）

2010年
- 怪談レストラン（安藤より子）
- ドラゴンボール改（2010年 - 2011年、子供、主婦、母親）
- ちびまる子ちゃん（2010年 - 2023年、女子A、モノマネ芸人、野村さんのお母さん、リンダ、お姉さん）
- メタルファイト ベイブレード 爆（相手）
- もっとTo LOVEる -とらぶる-（大好）
- ONE PIECE（2010年 - 2015年、女形、女性、ニューカマー、アマゾネス、女 他）

2011年
- 異国迷路のクロワーゼ The Animation（異国女性、息子、女の子、婦人3、おばさん、子供1、男の子）
- たまゆら〜hitotose〜（妻）

2012年
- 聖闘士星矢Ω（子供）
- デジモンクロスウォーズ 〜時を駆ける少年ハンターたち〜（子供3）
- BRAVE10（女中頭）

2014年
- エスカ&ロジーのアトリエ 〜黄昏の空の錬金術士〜（大婆様）

2015年
- 影鰐-KAGEWANI-（シュン、アユミ）

### OVA
- こえでおしごと!（2010年、海津元樹）
- ドラゴンボール エピソード オブ バーダック（2011年、村人）

### 劇場アニメ
- 手塚治虫のブッダ -赤い砂漠よ!美しく-（2011年）
- 劇場版 TIGER & BUNNY -The Beginning-（2012年、子供）
- ももへの手紙（2012年）

### ゲーム
2009年
- Ys SEVEN（マイシェラ）
- Lucian Bee's RESURRECTION SUPERNOVA（ナタリー、シャムル、アデレイト 他）

2010年
- イースvs.空の軌跡 オルタナティブ・サーガ（マイシェラ）
- 戦場のヴァルキュリア2 ガリア王立士官学校（メリッサ・ダレーン、ルネ・ランデル）
- テイルズ オブ ファンタジア なりきりダンジョンX（グリッド）
- マリッジロワイヤル プリズムストーリー

2011年
- code_18
- STORM LOVER 夏恋!!
- テイルズ オブ エクシリア

2012年
- アーシャのアトリエ 〜黄昏の大地の錬金術士〜
- バイナリー ドメイン（ダン〈少年時代〉）
- ペルソナ4 ザ・ゴールデン

2014年
- カオス ヒーローズ オンライン（カーリー、コポリ〈コブ〉）

2015年
- ジョジョの奇妙な冒険 アイズオブヘブン（空港アナウンス、通行人〈女〉）

2016年
- イースVIII -Lacrimosa of DANA-（カトリーン）

### テレビ
- おやこでクッキング（クルンの声）
- 銀河銭湯パンタくん（パンタの声）
- 子育てTV ハピクラ（クルンの声）

### 吹き替え
- コバート・アフェアシーズン2
- 最高のともだち（ジェラール）
- MIB メン・イン・バカ（リーナ）

### ドラマCD
- The Epic of Zektbach Novel CD Series ?Blind Justice?
- とある科学の超電磁砲 アーカイブス2（猫太）
- 猫神やおよろず ドラマCD（カナモリ童子）
- まーぶるインスパイア（男子小学生）

### その他
- 声優チャット
- 辻ママのつくるんカフェ（ナレーション、BeeTV）
- 到来!宇宙大航海時代 ニッポン企業が月を目指す（BS-TBS、2021年3月21日）